# Phylloxeridae

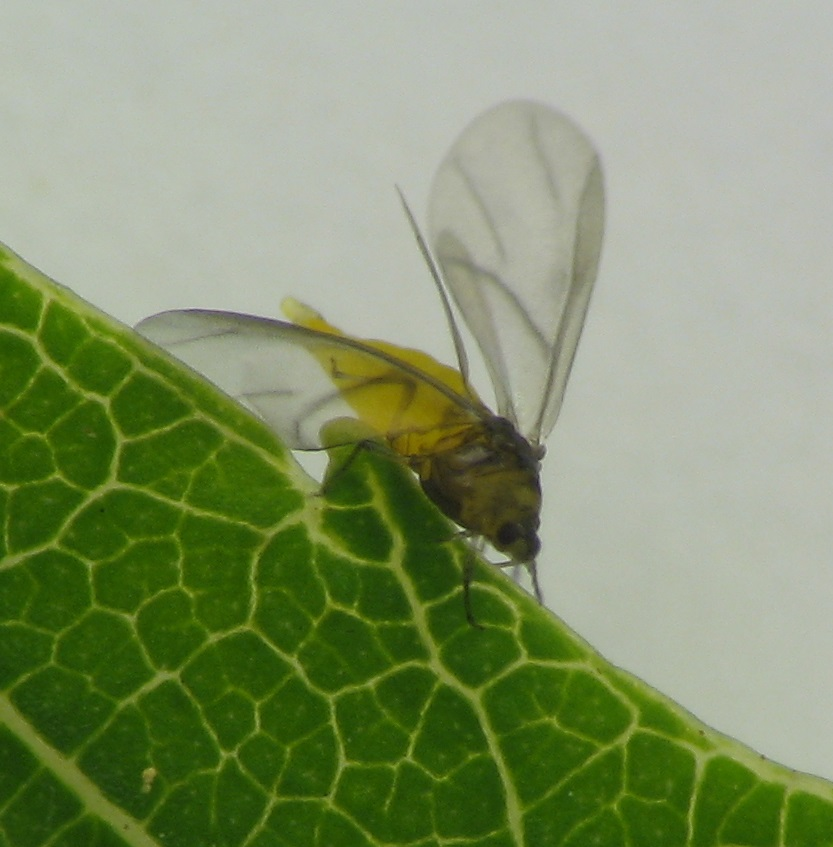
Phylloxera perniciosa Adulto alado

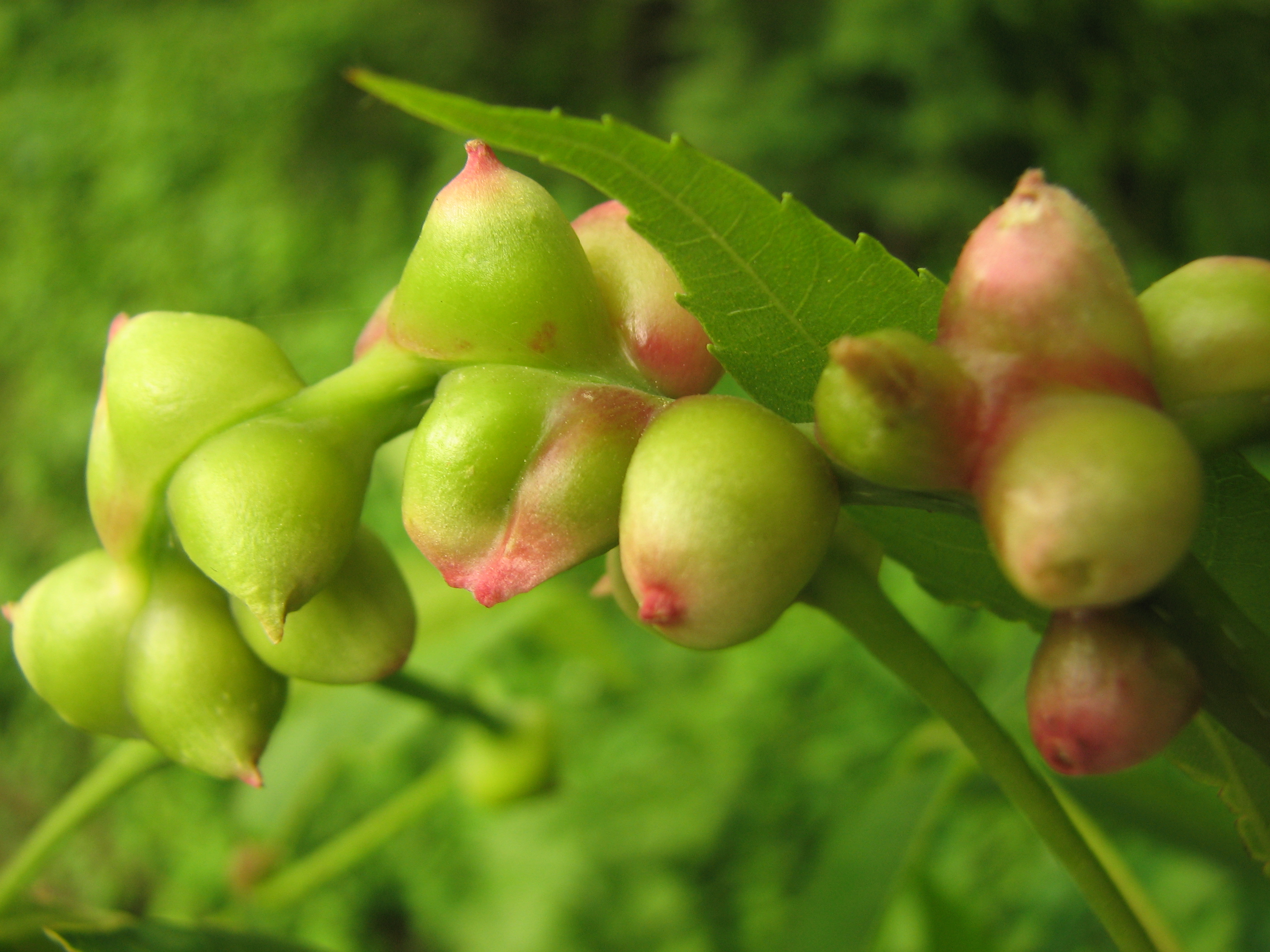
Agallas de Phylloxera perniciosa en Carya

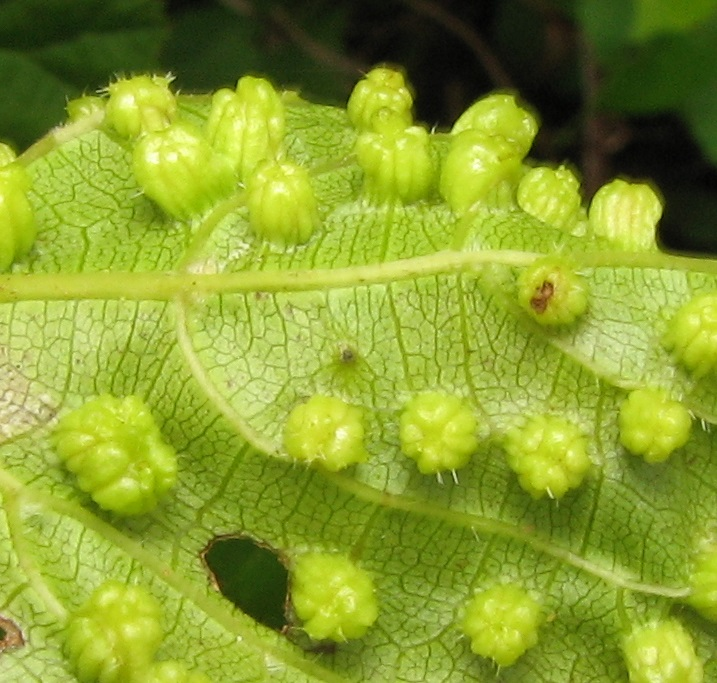
Agallas de Daktulosphaira vitifoliae en hoja de Vitis sp.

Phylloxeridae es una pequeña familia de hemípteros parasíticos de plantas, relacionado con los áfidos, con solo 75 especies descritas. Comprende dos subfamilias (Phylloxerininae y Phylloxerinae) y 11 géneros, con uno fósil. El género tipo es Phylloxera. Se los conoce como filoxéridos.

## Historia y distribución
El primer registro de especies de esta familia se colocó en Aphidoidea por Latreille en 1802. En 1857 Herrich-Schaeffer describió la familia y la nombró ‘Phylloxeriden'. Lichtenstein, fue el primero en usar la palabra ‘Phylloxeridae' en 1883. Están distribuidos por todo el mundo pero parecen haberse originado en un clima moderado ya que  son más diversos en climas templados; su adaptación a la vida tropical es probablemente de naturaleza secundaria.

## Comportamiento y ecología
Los filoxéridos, insectos similares a los áfidos, son hemípteros parásitos de árboles caducifolios y de  frutales cultivados perennes. Se alimentan de hojas y raíces y forman agallas. Tienen ciclos vitales complejos con partenogénesis cíclica y alternancia de plantas hospederas. En resumen, una hembra fundadora emerge de un huevo al final del invierno en la planta hospedera primaria, que es generalmente una planta leñosa, antes del brote primaveral, y estimula la formación de agallas en hojas tiernas. Los descendientes alados de la segunda o tercera generación emigran en la primavera al huésped secundario (normalmente herbáceo). Luego se producen varias generaciones aladas y no aladas en el huésped secundario, hasta que una generación migratoria alada regresa al huésped primario en otoño. Los machos y hembras se aparean en el huésped de invierno y producen huevos que pasan el invierno en ese estadio.
En la familia Phylloxeridae, algunas especies son holocíclicas, lo que quiere decir que producen tanto generaciones asexuales como sexuales; mientras otros son anholocíclicos que producen solo generaciones asexuales. Las especie de esta familia viven dentro de las agallas o en las grietas de la corteza de la planta.

## Importancia económica
Los filoxéridos pueden transmitir enfermedades a las plantas. De hecho, Daktulosphaira vitifoliae conocido como la filoxera de la uva es considerado como el insecto plaga de las uvas comerciales Vitis  más importante en todo el mundo. A fines del siglo XIX una epidemia de filoxera destruyó casi todas las vides europeas y sólo se pudo arreglar el problema plantando viñas de los EE. UU. e injertando viñas europeas en las raíces americanas.

## Morfología
Son insectos muy pequeños; además hay gran polimorfismo en la familia Phylloxeridae lo cual dificulta la identificación de sus miembros. También se los puede confundir fácilmente con insectos relacionados como los adélgidos y ciertos áfidos. Las características más importantes usadas para separarlos de otros insectos relacionados son la venación de las alas, el ovipositor y algunas características de sus antenas. Los filoxéridos tiene antenas de tres segmentos (tanto los adultos como los estadios inmaduros). Las alas se posan planas contra el cuerpo en reposo y el Cu1 y Cu2 de las alas anteriores tienen tallo en la base. El flagelo siempre termina en un sensorio (o rhinaria) y las hembras adultas pueden tener uno o dos  sensorios adicionales en el flagelo. Las hembras ovipositoras y los machos adultos tienen piezas bucales vestigiales y carecen de alas. Las ninfas se asemejan a los adultos pero nunca tienen un sensorio secundario.

## Filogenia/ taxonomía
Phylloxeridae pertenece al orden Hemiptera y suborden Sternorrhyncha. Hay mucha controversia acerca de su posición y filogenia dentro de este linaje especialmente con relación a sus parientes los adélgidos (Adelgidae) y pulgones (Aphididae). La siguiente cita es un ejemplo: “Hay casi tantas clasificaciones de áfidos como taxónomos” (en esta cita los áfidos incluyen a Adelgidae, Aphididae y Phylloxeridae). En el pasado, estas tres familias se agrupaban en la superfamilia Aphidoidea.
Generalmente, Phylloxeridae se coloca junto con Adelgidae en la superfamilia Phylloxeroidea.
De hecho, se han utilizado similitudes de su ciclo biológico (como la presencia de hembras partenogéneticas ovíparas en ambos grupos) y caracteres morfológicos (como la reducción de la venación de las alas y reducción de los segmentos antenales) en el estudio de su filogenia. Esto sugiere que están estrechamente relacionados y lleva a su colocación en grupos hermanos dentro de Phylloxeroidea. Esta familia junto con Adelgidae forman el grupo de áfidos ovíparos que es monofilético y  hermano de Aphidoidea (los otros áfidos).
Los estudios más recientes que usan datos morfológicos y moleculares para determinar la filogenia e historia evolutiva dentro del linaje Sternorrhyncha sugieren que los representantes de Adelgidae, Aphididae y Phylloxeridae han evolucionado independientemente y no deberían ser combinados en superfamilias. El debate continúa y se necesita más investigación.